# Ophiacanthella acontophora
Ophiacanthella acontophora är en ormstjärneart som först beskrevs av Hubert Lyman Clark 1911.  Ophiacanthella acontophora ingår i släktet Ophiacanthella och familjen knotterormstjärnor. Inga underarter finns listade i Catalogue of Life.